# Sommer-Paralympics 2012/Teilnehmer (Australien)
| stlisierte Goldmedaille | stlisierte Silbermedaille | stlisierte Bronzemedaille |
| ----------------------- | ------------------------- | ------------------------- |
| 32                      | 23                        | 30                        |

Australien entsandte zu den Paralympischen Sommerspielen 2012 in London 161 Sportler – 71 Frauen und 90 Männer.

## Medaillen

### Medaillenspiegel
| Medaillenspiegel Australien |                            |                              |                           |                           |        |
| Platz                       | Sportart                   | Goldmedaille – Olympiasieger | Silbermedaille – 2. Platz | Bronzemedaille – 3. Platz | Gesamt |
|                             | Goalball                   | 0                            | 0                         | 0                         | 0      |
|                             | Leichtathletik             | 2                            | 3                         | 10                        | 15     |
|                             | Powerlifting (Bankdrücken) | 0                            | 0                         | 0                         | 0      |
|                             | Radsport                   | 4                            | 2                         | 2                         | 8      |
|                             | Reiten                     | 1                            | 0                         | 0                         | 0      |
|                             | Rollstuhlbasketball        | 0                            | 0                         | 0                         | 0      |
|                             | Rollstuhlrugby             | 0                            | 0                         | 0                         | 0      |
|                             | Rollstuhltennis            | 0                            | 0                         | 0                         | 0      |
|                             | Rudern                     | 0                            | 1                         | 0                         | 1      |
|                             | Schießen                   | 0                            | 0                         | 1                         | 1      |
|                             | Schwimmen                  | 11                           | 7                         | 8                         | 26     |
|                             | Segeln                     | 0                            | 0                         | 0                         | 0      |
|                             | Tischtennis                | 0                            | 0                         | 0                         | 0      |
|                             | Rollstuhltennis            | 0                            | 0                         | 0                         | 0      |
| Total                       | Total                      | 18                           | 13                        | 21                        | 52     |

## Teilnehmer nach Sportarten

### Goalball
Frauen
- Jennifer Blow
- Meica Christensen (Captain)
- Tyan Taylor
- Nicole Esdaile
- Rachel Henderson
- Michelle Rzepecki

Head Coach – Georgina Kenaghan.

### Leichtathletik
Frauen
- Angela Ballard
- Carlee Beattie
- Georgia Beikoff
- Kelly Cartwright
- Christie Dawes
- Madison de Rozario
- Rachael Dodds
- Jodi Elkington
- Louise Ellery
- Michelle Errichiello
- Jessica Gallagher
- Madeleine Hogan
- Torita Isaac
- Rosemary Little
- Brydee Moore
- Katy Parrish
- Kristy Pond
- Kath Proudfoot
- Stephanie Schweitzer
- Erinn Walters

Männer
- Nathan Arkley
- Damien Bowen
- Gabriel Cole
- Matthew Cameron
- Richard Colman
- Kurt Fearnley
- Sam Harding
- Todd Hodgetts
- Jake Lappin
- Hamish MacDonald
- Richard Nicholson
- Evan O’Hanlon
- Rheed McCracken
- Sam McIntosh
- Simon Patmore
- Scott Reardon
- Michael Roeger
- Brad Scott
- Russell Short
- Matthew Silcocks
- Tim Sullivan
- Lindsay Sutton
- Jack Swift

### Powerlifting (Bankdrücken)
Männer
- Darren Gardiner
- Abebe Fekadu

### Radsport
Frauen
- Carol Cooke
- Alexandra Green
- Felicity Johnson & Stephanie Morton
- Simone Kennedy
- Susan Powell

Männer
- Nigel Barley
- Michael Gallagher
- Bryce Lindores & Sean Finning (pilot)
- Kieran Modra & Scott McPhee (pilot)
- David Nicholas
- Jayme Paris
- Stuart Tripp

### Reiten
Frauen
- Grace Bowman
- Hannah Dodd
- Joann Formosa

Männer
- Rob Oakley

### Rollstuhlbasketball
Frauen
- Amanda Carter (1.0)
- Shelley Chaplin (3.5)
- Cobi Crispin (4.0)
- Leanne del Toso (4.0)
- Kylie Gauci (2.0)
- Katie Hill (3.0)
- Bridie Kean (C) (4.0)
- Tina McKenzie (3.0)
- Amber Merritt (4.5)
- Clare Nott (1.0)
- Sarah Stewart (3.0)
- Sarah Vinci (1.0)

Männer
- Justin Eveson (4.5)
- Bill Latham (4.0)
- Brett Stibners (4.0)
- Shaun Norris (3.0)
- Michael Hartnett (1.0)
- Tristan Knowles (4.0)
- Jannik Blair (1.0)
- Tige Simmons (1.0)
- Grant Mizens (2.0)
- Dylan Alcott (1.0)
- Nick Taylor (2.0)
- Brad Ness (4.5)

### Rollstuhlrugby
Männer
- Nazim Erdem
- Ryan Scott (Co-captain)
- Jason Lees
- Cameron Carr (Co-captain)
- Andrew Harrison
- Greg Smith
- Cody Meakin
- Josh Hose
- Ben Newton
- Ryley Batt
- Chris Bond; Head

### Rollstuhltennis
Frauen
- Daniela Di Toro
- Janel Manns

Männer
- Adam Kellerman
- Ben Weekes

### Rudern
Männer
- Erik Horrie

Pair
- Gavin Bellis, Kathryn Ross

### Schießen
Frauen
- Libby Kosmala
- Natalie Smith

Männer
- Ashley Adams
- Luke Cain
- Jason Maroney
- Bradley Mark;

Head Coach – Miro Sipek.

### Schwimmen
Frauen
- Kayla Clarke
- Ellie Cole
- Katherine Downie
- Maddison Elliott
- Amanda Fowler
- Jacqueline Freney
- Tanya Huebner
- Kara Leo
- Esther Overton
- Katrina Porter
- Sarah Rose
- Teigan Van Roosmalen
- Prue Watt
- Annabelle Williams

Männer
- Michael Anderson
- Tim Antalfy
- Michael Auprince
- Blake Cochrane
- Taylor Corry
- Matthew Cowdrey
- Jay Dohnt
- Richard Eliason
- Daniel Fox
- Matthew Haanappel
- Brenden Hall
- Ahmed Kelly
- Mitchell Kilduff
- Matthew Levy
- Jeremy McClure
- Andrew Pasterfield
- Grant Patterson
- Rick Pendleton
- Aaron Rhind
- Sean Russo
- Reagan Wickens

### Segeln
Frauen
- Liesl Tesch

Männer
- Matthew Bugg (Single person 2.4mR)
- Daniel Fitzgibbon
- Colin Harrison
- Stephen Churm
- Jonathan Harris (Three person Sonar)

### Tischtennis
Frauen
- Melissa Tapper
- Rebecca McDonnell